# Ernst Reuter
Pour les articles homonymes, voir Reuter.

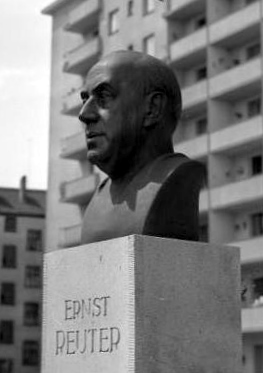

Ernst Rudolf Johannes Reuter, né à Apenrade (Empire allemand) le 29 juillet 1889 et mort le 29 septembre 1953 à Berlin-Ouest (Allemagne de l'Ouest), est maire-gouverneur de Berlin (Ouest) de 1948 à 1953, pendant la Guerre froide.

## Biographie

### Années de jeunesse
Reuter grandit à Leer puis étudie à Münster et Marbourg jusqu'en 1912, date à laquelle il passe le concours de professeur. Il est alors membre de la confrérie « SBV Frankonia Marburg », et adhère au SPD.
Pendant la Première Guerre mondiale, il est blessé au combat et capturé par les Russes lors de l'offensive Broussilov. Il est soigné dans un hôpital militaire de Nijni Novgorod avant d'être envoyé au camp de prisonniers de Pereslavl-Zalesski en novembre 1916. Là-bas, il met à profit sa détention pour apprendre le russe. Déclaré inapte au combat, il est transféré à Moscou en vue d'un futur échange de prisonniers. Non inclus dans le groupe d'Allemands qui part rejoindre le Reich via la Suède en août 1917, il est renvoyé en camp de prisonniers, cette fois-ci à Savinka (ru) où il est affecté aux tâches physiques dans une mine. Après la révolution d'Octobre, il devient directeur général de la mine et entreprend d'améliorer les conditions de vie de ses ouvriers en leur fournissant médicaments et nourriture. C'est lors de négociation avec le soviet du gouvernement de Toula qu'il se fait connaître des bolcheviks comme un social-démocrate allemand russophone. Très intéressé par son profil, ces derniers le font venir à Moscou et le nomment président d'un comité international de prisonniers en février 1918. Dans les semaines entourant la signature du traité de Brest-Litovsk, son travail consiste à former les prisonniers au communisme afin qu'ils se tiennent prêts à entreprendre des actions révolutionnaires une fois de retour dans leur pays. 
En avril 1918, Lénine, Staline et d'autres dirigeants bolchéviques décident de l'envoyer à Saratov pour mettre en place une administration autonome (ru) pour les Allemands de la Volga. 

### Sous la République de Weimar
De retour en Allemagne, Reuter adhère au KPD et devient premier secrétaire de la section de Berlin. Militant de l'aile gauche du parti, il prend l'initiative d'une révolte en Allemagne centrale en mars 1921 et se pose en adversaire du chef du parti, Paul Levi. Quoique favori de Lénine, il est exclu du parti en 1922. Il milite quelque temps au sein du Parti social-démocrate indépendant d'Allemagne, puis revient pour de bon au Parti social-démocrate d'Allemagne.
En 1926, il travaille pour le gouvernement de Berlin où il est responsable des transports : à ce poste, il crée la Berliner Verkehrsbetriebe (BVG), unifie les tarifs de transports en commun, et développe le métro de Berlin.
De 1931 à 1933, Reuter, devenu maire de Magdebourg, s'attaque à la crise du logement et au chômage. Il est élu député au Reichstag. La venue au pouvoir des nazis en 1933 le contraint à la démission de tous ses mandats ; il est déporté au camp de concentration de Lichtenburg près de Torgau. Libéré en 1935, il s'exile en Turquie, où il demeure jusqu'à la chute de l'Allemagne nazie. Il donne des conférences d'urbanisme à l'université d'Ankara (où il crée d'ailleurs la chaire d'urbanisme) et le gouvernement turc l'emploie également en tant qu'expert. Dans les derniers mois de la guerre, la Turquie fait arrêter tous les détenteurs de passeports allemands et les interne dans des camps en tant qu'« agents étrangers » : c'est pour Reuter sa troisième incarcération, après la Russie et les camps de concentration nazis.

### L'après-guerre

#### Retour retardé à Berlin
Alors que la défaite du Troisième Reich n'est qu'une question de temps, Reuter se sent obligé de rentrer en Allemagne. À la mi-avril 1945, il demande à l'ambassade américaine à Ankara (en) de lui écrire une lettre de recommandation (en) qui faciliterait son retour au pays. Cette demande est la première d'une série de tentatives infructueuses d'obtenir une lettre officielle qui lui permettrait de revenir en Allemagne. Ses efforts, soutenus par les sociaux-démocrates qui reprennent de l'activité en Allemagne occupée, attirent finalement l'attention des Britanniques  et, le 29 avril 1946, il reçoit un message de leur ambassade à Ankara (tr) l'informant qu'il peut se rendre dans leur zone d'occupation via Paris et Hanovre. Cependant, il ne peut pas partir immédiatement car la livre turque s'est dépréciée à la suite d'une dévaluation, faisant ainsi augmenter les frais de voyage. De plus, le ministère de l'Intérieur turc lui demande de rédiger un mémorandum sur la banque d'État et la banque municipale du pays. Le 4 novembre 1946, il embarque à Istanbul et entame enfin son voyage de retour via Naples, Marseille et Paris. 

#### Responsable des Transports et des Services publics de Berlin
Le 26 novembre 1946, lorsqu'il arrive à Hanovre — où Kurt Schumacher s'emploie à réorganiser le Parti social-démocrate dans les zones d’occupation occidentales (de) —, il n'a pas encore d'idée précise sur ce qu'il veut faire dans l'Allemagne d'après-guerre. Il envisage un temps de se rendre dans la région de la Ruhr pour y aider, entre autres, à la réorganisation de la propriété industrielle. Finalement, il se laisse convaincre par Franz Neumann (de), dirigeant du Parti social-démocrate à Berlin, de devenir un membre actif de la magistrature de la ville. Le 5 décembre 1946, cette dernière le nomme responsable des Transports et des Services publics. Considérant qu'il s'est compromis dans son exil turc, les autorités soviétiques d'occupation refusent de le reconnaître dans ses nouvelles fonctions. Il a néanmoins le soutien des Américains et des Britanniques. 

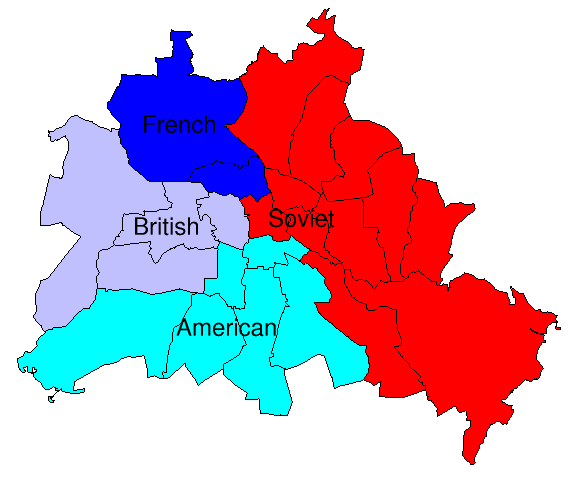
Les quatre zones d'occupation de Berlin (1948).

À cette époque, la ville quadripartite (de) de Berlin est marquée par la concurrence entre le Parti social-démocrate (SPD) et le Parti socialiste unifié (SED), né quelques mois plus tôt de la fusion forcée du Parti communiste et du Parti social-démocrate dans la zone d'occupation soviétique. À Berlin, la fusion ne s'est pas faite et un Parti social-démocrate indépendant reste très influent comme l'illustrent les résultats des élections municipales du 20 octobre 1946 (de) (49 % des suffrages exprimés pour le SPD, 20 % pour le SED). À cela s'ajoute les tensions engendrées par la rivalité entre les Anglo-saxons et les Soviétiques, chacun souhaitant voir Berlin et l'Allemagne unifiés sous un régime qui leur serait favorable. Alors que les Soviétiques étouffent toute tentative de s'opposer à leur volonté, les Anglo-saxons manifestent la leur de laisser un certain degré d'autonomie aux Allemands (cf le « discours d'espoir », prononcé par le secrétaire d'État américain, James F. Byrnes, le 6 septembre 1946). 
Dans ce contexte si particulier, l'une des premières tâches de Reuter consiste à faire respecter les quotas de consommation d'électricité imposés par les Alliés durant l'hiver de la faim 1946-1947 (de). Dans ces discours, Reuter enjoint les Berlinois de respecter les directives alliées mais dans les faits, il retarde leur mise en œuvre. Constatant cela, le Conseil de contrôle allié demande au bourgmestre supérieur Otto Ostrowski de le punir sans le nommer. Les Soviétiques et dans, une moindre mesure, les Français souhaitent son renvoi tandis que les Américains et les Britanniques veulent le garder en poste. 

#### Maire de Berlin
Le 24 juin 1947, il est élu maire (Oberbürgermeister) de Berlin mais les autorités soviétiques, avec le développement de ce qui va devenir la Guerre froide, refusent de reconnaître son mandat.
De fait, le nom de Reuter reste indissolublement lié au Berlin de la guerre froide. Lors du blocus de Berlin imposé par les Soviétiques (1948-49), les quartiers ouest de la ville sont ravitaillés par le couloir aérien institué par le gouverneur militaire américain, Lucius D. Clay. Pour faire face à l'oppression, les citoyens des zones d'occupation ouest devaient être solidaires. Ernst Reuter se fait leur porte-parole et leur dirigeant, devenant la figure emblématique du « Berlin libre ». Le discours prononcé par Reuter le 9 septembre 1948 devant 300 000 personnes devant les ruines du Palais du Reichstag, où il appelle le monde entier à ne pas abandonner Berlin, est resté dans les mémoires (cf. infra, § « citation »). Lors des élections tenues deux mois plus tard dans les quartiers ouest de Berlin, sa popularité vaut au SPD le score historique de 64,5 %, le plus haut score jamais accordé à un parti politique lors d'élections libres en Allemagne. Devenu maire, il forme une grande coalition avec les deux autres partis concurrents pour témoigner au monde de l'unité de Berlin-Ouest.
Après l'adoption de la constitution de Berlin et son entrée en vigueur à Berlin-Ouest, Reuter est réélu, devenant le 1er février 1951 le premier maire-gouverneur de Berlin. Il conserve ce mandat jusqu'à sa mort.
Sous son égide, on crée l'université libre de Berlin pour faire pièce à l'université Humboldt de Berlin, désormais dirigée par les autorités de RDA. En 1953, Reuter institue la Fondation Reuter (Bürgermeister-Reuter-Stiftung) pour porter assistance aux réfugiés d'Allemagne de l'Est.
Reuter meurt d'une attaque cardiaque quelques semaines après les émeutes de 1953 en Allemagne de l'Est ; il a alors 64 ans. Plus d'un million de personnes assistent à ses funérailles. Il est inhumé au cimetière boisé de Berlin-Zehlendorf. Son fils, Edzard Reuter, est PDG de Daimler-Benz.

## Hommages
- La médaille Ernst-Reuter est instituée dès 1954 par l'assemblée de Berlin pour récompenser ceux qui, par leur action, ont contribué à la prospérité de l'agglomération.
- L'association Ernst-Reuter (Ernst-Reuter-Gesellschaft) est la sodalité des anciens de l'université libre de Berlin fondée en 1954. Cette association décerne le prix Ernst-Reuter tous les ans aux lauréats ayant composé les meilleures dissertations de l'université et pourvoit aux bourses Ernst-Reuter pour les Berlinois qui étudient à l'étranger.
- Les résidences successives de Reuter à Berlin portent des plaques commémoratives : le no 35 de la Hardenbergstrasse (Charlottenburg), le no 33 de la Bülowstrasse (Zehlendorf).
- Parmi les nombreux endroits de Berlin qui perpétuent le souvenir de Reuter, notamment :
  - le jardin public Reuter et la station de métro Ernst-Reuter-Platz,
  - un immeuble gouvernemental
  - une école[2]
  - une auberge de jeunesse[2]

Bien des villes d'Allemagne comptent une rue ou une école dédiée à Ernst Reuter.
La série philatélique « Champion of Liberty » tirée en 1959 par le United States Postal Service a consacré deux timbres à Reuter.

## Articles
- Ernst Reuter, Rationalisierung der Berliner Verkehrsbedienung. Verkehrstechnik (29 juin 1928), vol. 9, no 26, p. 437-439.
- Ernst Reuter, Die Gründung der Berliner Verkehrs-A.-G. Verkehrstechnik (14 décembre 1928), vol. 9, no 50, p. 917-919

### Citation
- « Peuples du monde... Voyez cette ville, et admettez que vous ne devez pas, que vous ne pouvez pas l'abandonner, ni elle ni son peuple! » (« Ihr Völker der Welt... Schaut auf diese Stadt und erkennt, dass ihr diese Stadt und dieses Volk nicht preisgeben dürft, nicht preisgeben könnt! »)
- (de) « Discours de Reuter », sur berlin.de, ville de Berlin, 9 septembre 1948

## Note et référence

### Note
1. ↑  La 10e circonscription électorale (wahlkreis) de Magdebourg est composé de l'État libre d'Anhalt et du district de Magdebourg.